# Померли у квітні 2014
|  | Службовий список статей, створений для координації робіт з розвитку теми. Це попередження не встановлюється на інформаційні списки і глосарії. |

### 30 квітня
- Людмила Діброва, 92, учасниця підпільно-партизанського руху під час Другої Світової війни, кавалер бойових орденів, почесний громадянин Олександрії та Старої Тури.

### 26 квітня
- Сингаївська Віра Пилипівна, 90, радянська і латиська актриса театру і кіно, співачка, Народна артистка Латвійської РСР, Заслужена артистка Латвійської РСР.

### 25 квітня
- Тіто Віланова, 44, іспанський футбольний тренер.

### 24 квітня
- Тадеуш Ружевич, 92, польський поет, письменник і драматург.
- Сенді Джардін, 65, шотландський футболіст, захисник. По завершенні ігрової кар'єри — футбольний тренер.

### 21 квітня
- Олександр Леньков, 70, актор кіно[1].
- Ліонель Гайнріх, 80, канадський хокеїст.

### 17 квітня
- Габрієль Гарсія Маркес, 87, колумбійський письменник, лауреат Нобелівської премії з літератури (1982)[2].

### 10 квітня
- Борис Літвак, 84, Герой України.

### 6 квітня
- Станіслав Карачевський, 32, український військовик, майор ВМС ЗСУ. Застрелений російськими окупантами[3].
- Мікі Руні, 93, американський актор, володар «Оскара».

### 1 квітня
- Жак Ле Гофф, 90, французький історик-медієвіст, один із найвизначніших представників «Школи анналів»[4].